# Persone di cognome Pellegrini
| Questa pagina contiene informazioni ricavate automaticamente dalle voci biografiche con l'ausilio del template Bio e di un bot. L'aggiornamento è periodico e automatico e ricostruisce completamente la pagina. Se manca una persona in questa lista, sei pregato di non aggiungerla, ma accertati piuttosto che la sua voce biografica contenga il template Bio e che i dati anagrafici siano correttamente compilati. Se il template Bio manca, inseriscilo tu stesso o, in alternativa, metti l'avviso {{tmp\|Bio}} che ne segnala la mancanza. Se i dati riportati sono sbagliati, correggi direttamente la voce biografica; le modifiche saranno visibili in questa lista entro pochi giorni. Per chiarimenti vedi il progetto antroponimi. La lista contiene solo le 83 persone che sono citate nell'enciclopedia e per le quali è stato implementato correttamente il template Bio. Pagina aggiornata al 7 giu 2025. |

Questa è una lista di persone presenti nell'enciclopedia che hanno il cognome Pellegrini, suddivise per attività principale.

## Allenatori di calcio(3)
- Davide Pellegrini, allenatore di calcio e ex calciatore italiano (Varese, n. 1966)
- Ennio Pellegrini, allenatore di calcio e ex calciatore italiano (Livorno, n. 1951)
- Massimo Pellegrini, allenatore di calcio e ex calciatore italiano (Frascati, n. 1966)

## Ammiragli(1)
- Mario Pellegrini, ammiraglio italiano (Vignola, n. 1880 - Modena, † 1954)

## Architetti(3)
- Giovanni Pellegrini, architetto italiano (Milano, n. 1908 - Como, † 1995)
- Mario Pellegrini, architetto italiano (Piacenza, n. 1910 - Firenze, † 1954)
- Pellegrino Tibaldi, architetto e pittore italiano (Puria, n. 1527 - Milano, † 1596)

## Attori(1)
- Sandro Pellegrini, attore e doppiatore italiano (Pesaro, n. 1935 - Roma, † 2013)

## Attrici(2)
- Amalia Pellegrini, attrice italiana (Vigevano, n. 1873 - New York, † 1958)
- Ines Pellegrini, attrice italiana (Milano, n. 1954)

## Avvocati(2)
- Clemente Pellegrini, avvocato e politico italiano (Dolo, n. 1841 - Venezia, † 1913)
- Marco Antonio Pellegrini, avvocato e giurista italiano (Camisano Vicentino, n. 1530 - Padova, † 1616)

## Calciatori(10)
- Claudio Pellegrini, ex calciatore italiano (Roma, n. 1955)
- Diego Pellegrini, ex calciatore italiano (Latina, n. 1970)
- Giorgio Pellegrini, ex calciatore italiano (Borgo a Buggiano, n. 1926)
- Giovanni Pellegrini, calciatore francese (Saint-Malo, n. 1940 - Rennes, † 1989)
- Lorenzo Pellegrini, calciatore italiano (Roma, n. 1996)
- Luca Pellegrini, ex calciatore italiano (Varese, n. 1963)
- Luca Pellegrini, calciatore italiano (Roma, n. 1999)
- Matías Pellegrini, calciatore argentino (Magdalena, n. 2000)
- Stefano Pellegrini, calciatore italiano (Roma, n. 1953 - Roma, † 2018)
- Stefano Pellegrini, ex calciatore italiano (Varese, n. 1967)

## Cardinali(1)
- Antonio Pellegrini, cardinale italiano (Roma, n. 1812 - Roma, † 1887)

## Cestisti(1)
- Giovanbattista Pellegrini, cestista italiano (Venezia, n. 1913)

## Ciclisti su strada(2)
- Armando Pellegrini, ciclista su strada e pistard italiano (Bedulita, n. 1933 - Ponteranica, † 2023)
- Marcello Pellegrini, ciclista su strada italiano (Scandicci, n. 1929 - † 2008)

## Clarinettisti(1)
- Antonello Pellegrini, clarinettista italiano

## Comici(1)
- Dado, comico, cabarettista e cantante italiano (Roma, n. 1973)

## Criminali(1)
- John Pellegrini, criminale statunitense (Asmara, n. 1946 - Atlanta, † 1996)

## Critici letterari(1)
- Carlo Pellegrini, critico letterario e filologo italiano (Viareggio, n. 1889 - Firenze, † 1985)

## Filologi(1)
- Francesco Carlo Pellegrini, filologo e letterato italiano (Livorno, n. 1856 - Firenze, † 1929)

## Fisici(2)
- Claudio Pellegrini, fisico italiano (Roma, n. 1935)
- Umberto Pellegrini, fisico italiano (Patrica, n. 1930 - Milano, † 2014)

## Fondiste(1)
- Sara Pellegrini, fondista italiana (Varel, n. 1986)

## Generali(1)
- Aldo Pellegrini, generale e aviatore italiano (Bologna, n. 1888 - Cartosio, † 1940)

## Ginnaste(1)
- Francesca Pellegrini, ex ginnasta italiana (Carrara, n. 2002)

## Imprenditori(1)
- Ernesto Pellegrini, imprenditore e dirigente sportivo italiano (Milano, n. 1940 - Milano, † 2025)

## Letterati(1)
- Lelio Pellegrini, letterato e filosofo italiano (Sonnino, n. 1551 - Roma, † 1602)

## Linguisti(1)
- Giovan Battista Pellegrini, linguista, glottologo e filologo italiano (Cencenighe Agordino, n. 1921 - Padova, † 2007)

## Medici(1)
- Rinaldo Pellegrini, medico italiano (Venezia, n. 1883 - Padova, † 1977)

## Musicisti(1)
- Robustiano Pellegrini, musicista italiano (Pisa, n. 1947)

## Nobildonne(1)
- Bianca Pellegrini, nobildonna italiana (Como, n. 1417 - Torrechiara)

## Nuotatori(1)
- Luca Pellegrini, ex nuotatore italiano (Amelia, n. 1964)

## Partigiani(1)
- Antonio Pellegrini, partigiano italiano (Treviso, n. 1922 - Portogruaro, † 1944)

## Personaggi televisivi(1)
- Federica Pellegrini, personaggio televisivo e ex nuotatrice italiana (Mirano, n. 1988)

## Pittori(11)
- Andrea Pellegrini, pittore italiano (Puria - Milano, † 1620)
- Angelo Sirio Pellegrini, pittore italiano (Livorno, n. 1908 - Livorno, † 1997)
- Carlo Pellegrini, pittore italiano (Napoli, n. 1839 - Londra, † 1889)
- Carlo Pellegrini, pittore e illustratore italiano (Albese con Cassano, n. 1866 - Albese con Cassano, † 1937)
- Carlo Pellegrini, pittore italiano (n. 1605 - † 1649)
- Domenico Pellegrini, pittore italiano (Galliera Veneta, n. 1759 - Roma, † 1840)
- Giovanni Antonio Pellegrini, pittore italiano (Venezia, n. 1675 - Venezia, † 1741)
- Girolamo Pellegrini, pittore italiano (Roma - Venezia)
- Luigi Pellegrini Scaramuccia, pittore e storico dell'arte italiano (Perugia, n. 1616 - Milano, † 1680)
- Maurizio Pellegrini, pittore italiano (Pinerolo, n. 1866 - Zoagli, † 1935)
- Riccardo Pellegrini, pittore italiano (Milano, n. 1863 - Crescenzago, † 1934)

## Polistrumentisti(1)
- Francesco Pellegrini, polistrumentista e cantautore italiano (Livorno, n. 1984)

## Politici(9)
- Antonio Pellegrini, politico italiano (Costantinopoli, n. 1843 - Sant'Ilario Ligure, † 1905)
- Arduino Pellegrini, politico italiano (Montecastrilli, n. 1903 - Terni, † 1977)
- Didaco Pellegrini, politico italiano (Novi Ligure, n. 1809 - Costantinopoli, † 1870)
- Emanuele Pellegrini, politico italiano (Milano, n. 1975)
- Giacomo Pellegrini, politico e partigiano italiano (Osoppo, n. 1901 - Udine, † 1979)
- Giampietro Domenico Pellegrini, politico, economista e scrittore italiano (Brienza, n. 1899 - Montevideo, † 1970)
- Marco Pellegrini, politico italiano (Foggia, n. 1964)
- Peter Pellegrini, politico slovacco (Banská Bystrica, n. 1975)
- Vincenzo Maria Pellegrini, politico, scrittore e poeta maltese (La Valletta, n. 1911 - La Valletta, † 1997)

## Procuratori sportivi(1)
- Alessandro Pellegrini, procuratore sportivo e ex calciatore italiano (Vercelli, n. 1964)

## Registi(4)
- Giuseppe Pellegrini, regista e sceneggiatore italiano (Genova, n. 1925 - Roma, † 1991)
- Glauco Pellegrini, regista e sceneggiatore italiano (Siena, n. 1919 - Roma, † 1991)
- Latino Pellegrini, regista cinematografico italiano (Parma, n. 1969)
- Lucio Pellegrini, regista, sceneggiatore e autore televisivo italiano (Asti, n. 1965)

## Scenografi(1)
- Gino Pellegrini, scenografo e pittore italiano (Lugo di Vicenza, n. 1941 - San Giovanni in Persiceto, † 2014)

## Schermidori(2)
- Alberto Pellegrini, schermidore italiano (Padova, n. 1988)
- Alberto Pellegrini, schermidore e cestista italiano (Civitavecchia, n. 1970)

## Scrittori(2)
- Andrea Pellegrini, scrittore e saggista italiano (Lucca, n. 1971)
- Enrico Pellegrini, scrittore italiano (Torino, n. 1971)

## Vescovi cattolici(3)
- Carlo Pellegrini, vescovo cattolico italiano (Longobardi, n. 1736 - Longobardi, † 1822)
- Giovanni Decimo Pellegrini, vescovo cattolico e missionario italiano (Pescia, n. 1918 - Camiri, † 1992)
- Giuseppe Pellegrini, vescovo cattolico italiano (Monteforte d'Alpone, n. 1953)

## Senza attività specificata(4)
- Flaminio Pellegrini, italianista e lessicografo italiano (Fumane, n. 1868 - Firenze, † 1928)
- Graziella Pellegrini, medica italiana (Genova, n. 1961)
- Ellekappa, vignettista italiana (Roma, n. 1955)
- Valeriano Pellegrini, cantante castrato italiano († 1746)